# Just Blaze

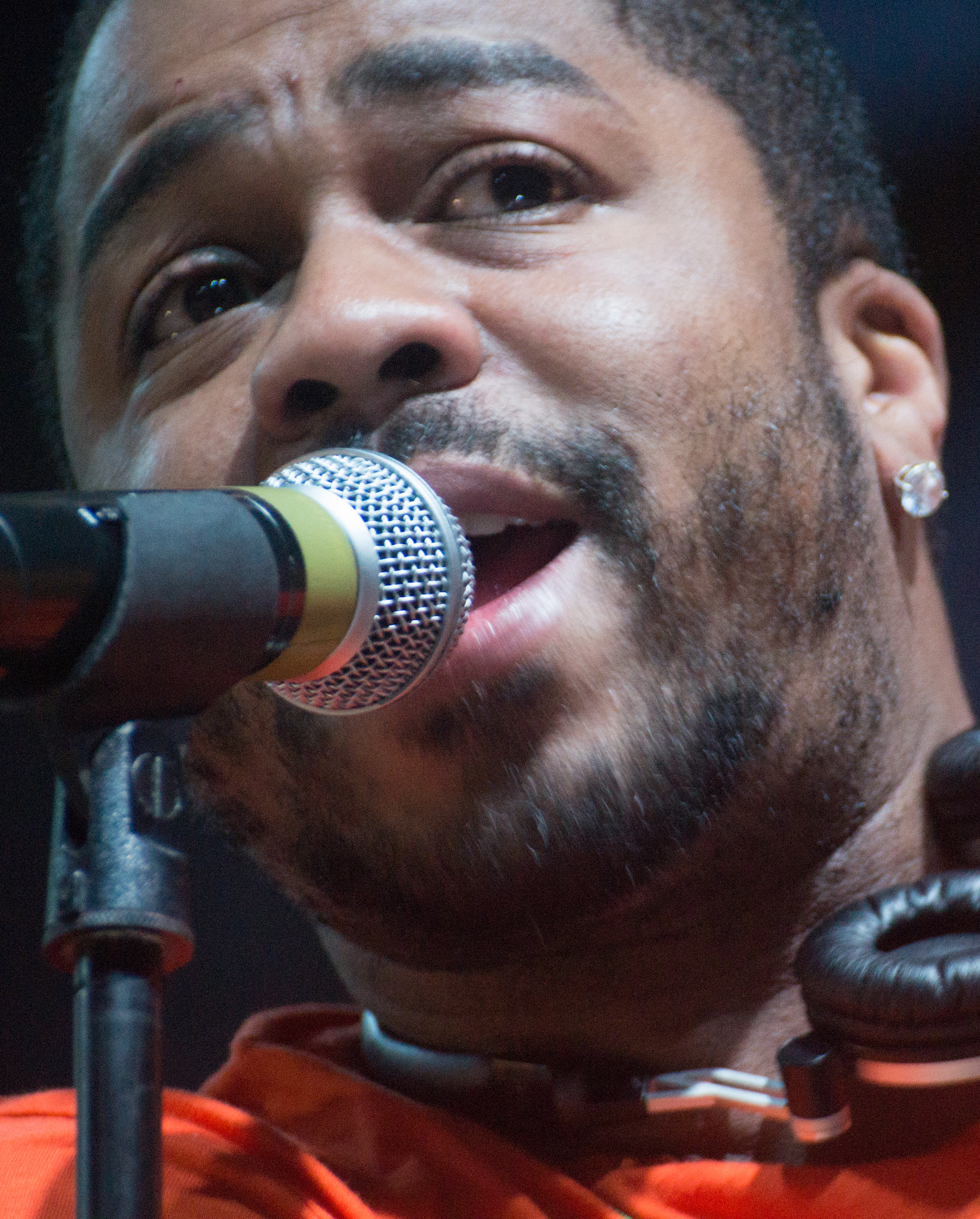
Just Blaze at Broccoli City DC Festival, April 19, 2014

Justin Smith, mais conhecido como Just Blaze, é um produtor musical dos EUA. Já trabalhou com Jay-Z, Eminem, Timbaland, Fat Joe, entre outros.